# Pseudogerespa fannius
Pseudogerespa fannius är en fjärilsart som beskrevs av Paul Dognin 1912. Pseudogerespa fannius ingår i släktet Pseudogerespa och familjen nattflyn. Inga underarter finns listade i Catalogue of Life.